# 김성규 (희극인)
김성규(1971년 3월 9일 ~ )는 대한민국의 개그맨이다.

## 학력
- 중앙대학교예술대학원 공연영상학 석사
- 세종대학교 성악과

## 경력
- 데뷔 : 1993년 청춘스케치 '코미디 아웃사이더'
- 2010년 국제대학 방송연예학과 겸임교수로 재임중이다.

## 출연작

### 영화
- 《칙칙이의 내일은 챔피언》 (1991년)
- 《티라노의 발톱》 (1994년) - 원시인 역.
- 《공포 특공대》 (2000년)
- 《개뿔》 (2002년)
- 《마린 보이》 (2008년) - 카지노 딜러 역.

### TV
- 《개그콘서트》 (KBS2)
- 《웃찾사》 (SBS)
- 《호기심천국》 (SBS)
- 《유머 일번지》 (KBS2)
- 《폭소클럽》 (KBS2)
- 《소문만복래》 (KBS)
- 《웃으면 복이와요》 (MBC)
- 《백수잡담》 (한국경제TV)

### 뮤지컬
- 《염라국의 크리스마스》(1999년)
- 《오즈의 마법사》(2001년) - 양철통 역.
- 《페이스오프》(2006년) - 변호사 다니홍 역.
- 《병사와 수녀》(2007년) - 병사 역.
- 《비애로》(2007년)
- 《코알라》(2009년) - 알코올중독자 역.
- 《로미오와 줄리엣 Ver2.0》(2010년)  - 캐플렛 역.
- 《드림 헤어》 (2011년) - 삼식이 역.

### 뮤직비디오
- 《캔 - 맨발의 청춘》

### CF
- 《해태제과 캔디 삼총사 (알사탕 & 부라보캔디 & 허브큐플러스)》 (2000년) - 이병진, 황승환과 함께 출연.